# 纪实摄影
纪实摄影，又称文献摄影，是凸显纪实性、真实性、强调客观反映的摄影形式。新闻摄影等多数都可以被理解为纪实摄影。其目的在于纪录社会现实，特别是即将消失的社会现实、人类生存状况，强调其社会学的文献价值，拍摄上主要强调真实与消除偏见的纪录现实事物。美国19世纪攝影師马修·布雷迪被認為是紀實攝影之父。